# Прапор Парижа
Прапор Парижа вертикально розділений між традиційними кольорами Парижа, синім і червоним, обидва з яких також присутні на гербі міста. Червоний ототожнюється з Діонісієм Паризьким, синій з Мартином Турським.
Кольори Парижа походять від синьо-червоних смуг на прапорі Франції, тоді як біла смуга спочатку символізувала монархію. Кольори французького прапора були прийняті як кокарда на ранніх етапах Французької революції, коли країна ще перебувала в процесі становлення конституційної монархії.

## Інші прапори

Прапор мера Парижа